# مطبخ بنغالي

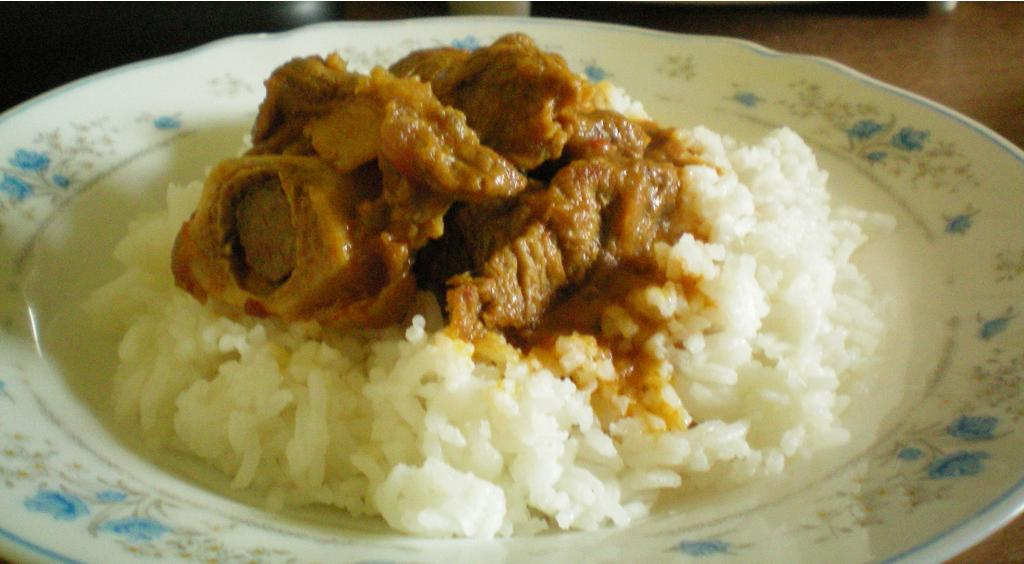
طبق كلاسيكي من لحم البقر بالكاري مع البطاطا يقدم على طبق مع نقوش منمقة. هذا النمط من الطبق شائع بين جميع البنغاليين.

المطبخ البنغالي (بالبنغالية: বাঙ্গালী রন্ধনপ্রণালী) هو أسلوب الطهي في البنغال، الذي يضم بنغلاديش والولايات الهندية في ولاية البنغال الغربية وتريبورا.
تم تشكيل المطبخ من خلال تاريخ المنطقة المتنوع ومناخها. تشتهر باستخدامها المتنوع للنكهات بما في ذلك زيت الخردل، فضلاً عن انتشار الحلويات.
حيثُ يتم التركيز على الأرز كغذاء أساسي، و تقليديًا يعتبر السمك البروتين الأكثر شيوعًا. تُفضل أسماك المياه العذبة على أسماك البحر، على الرغم من أن الباراموندي، المعروف باسم (bhetki)، شائع أيضًا.
تُعتبر اللحوم هي أيضًا بروتين شائع بين البنغاليين مع لحم البقر والماعز الأكثر شعبية. في الآونة الأخيرة ، بدأ العدس في تشكيل جزء كبير من النظام الغذائي.

## تأثيرات الطهي

### تأثير المغول

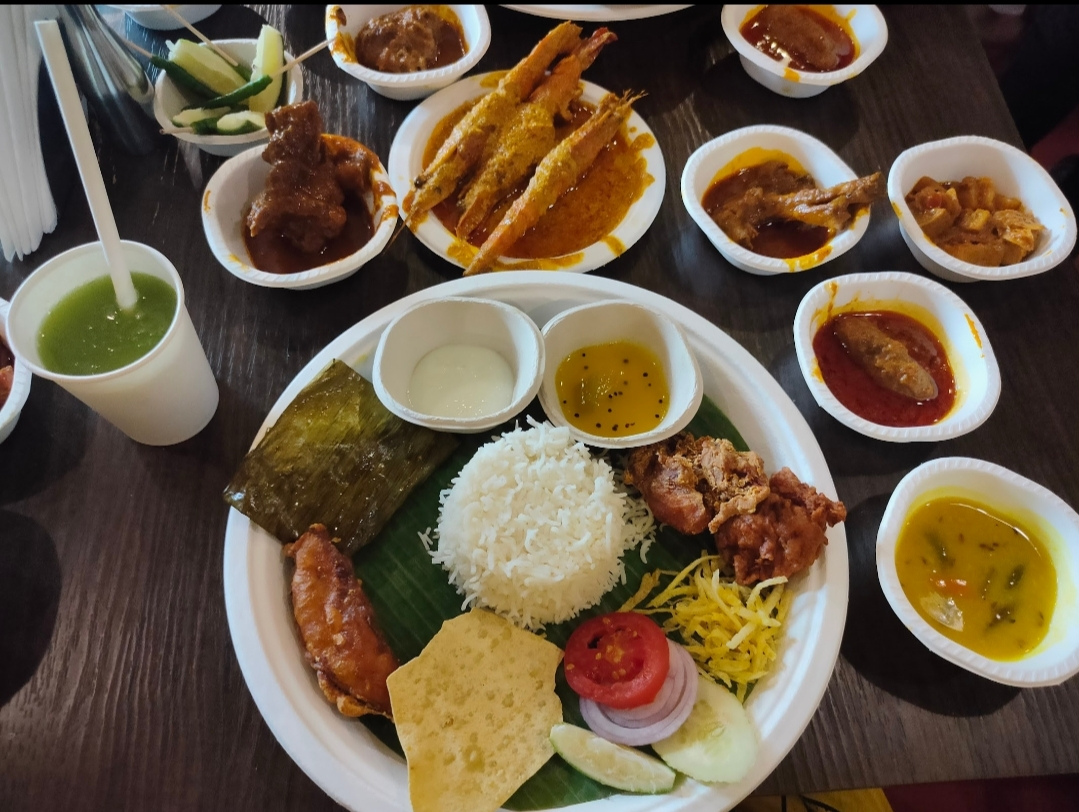
غداء بنغالي تقليدي يتكون من البات (الأرز)، ألو باها (البطاطا المقلية)، الباجا (الباذنجان المقلي)، الدال (العدس)، الشينغري ماشر مالاكاري (الجمبري في مرق جوز الهند) ، لحم الضأن، الشاتني، باباد، المشتي (حلويات).

احتل المسلمون البنغال في منتصف القرن الثالث عشر، حاملين معهم المأكولات الفارسية والعربية. كانت أطباق مثل البرياني والكورما والبهونا ذات يوم وجبات في المحاكم العليا، لكن طهاة المغول جلبوا وصفاتهم إلى الطبقات العامة والمتوسطة. تم تعزيز التأثير خلال حكم الراج البريطاني ، حيث أصبحت كولكاتا مكانًا يلجأ إليه العديد من نواب المنفيين البارزين، ولا سيما عائلة تيبو سلطان من ميسور وواجيد علي شاه، المخلوع نواب أوده . جلب المنفيون معهم المئات من الطهاة والماسالكيس (خلاطات التوابل)، ومع تضاؤل رعايتهم الملكية وثروتهم، أصبحوا منتشرين في السكان المحليين. أتى هؤلاء الطهاة بمعرفة مجموعة واسعة جدًا من التوابل (أبرزها الجفران والصولجان )، والاستخدام المكثف للسمن، وتتبيل اللحوم بالزبادي والفلفل الحار.

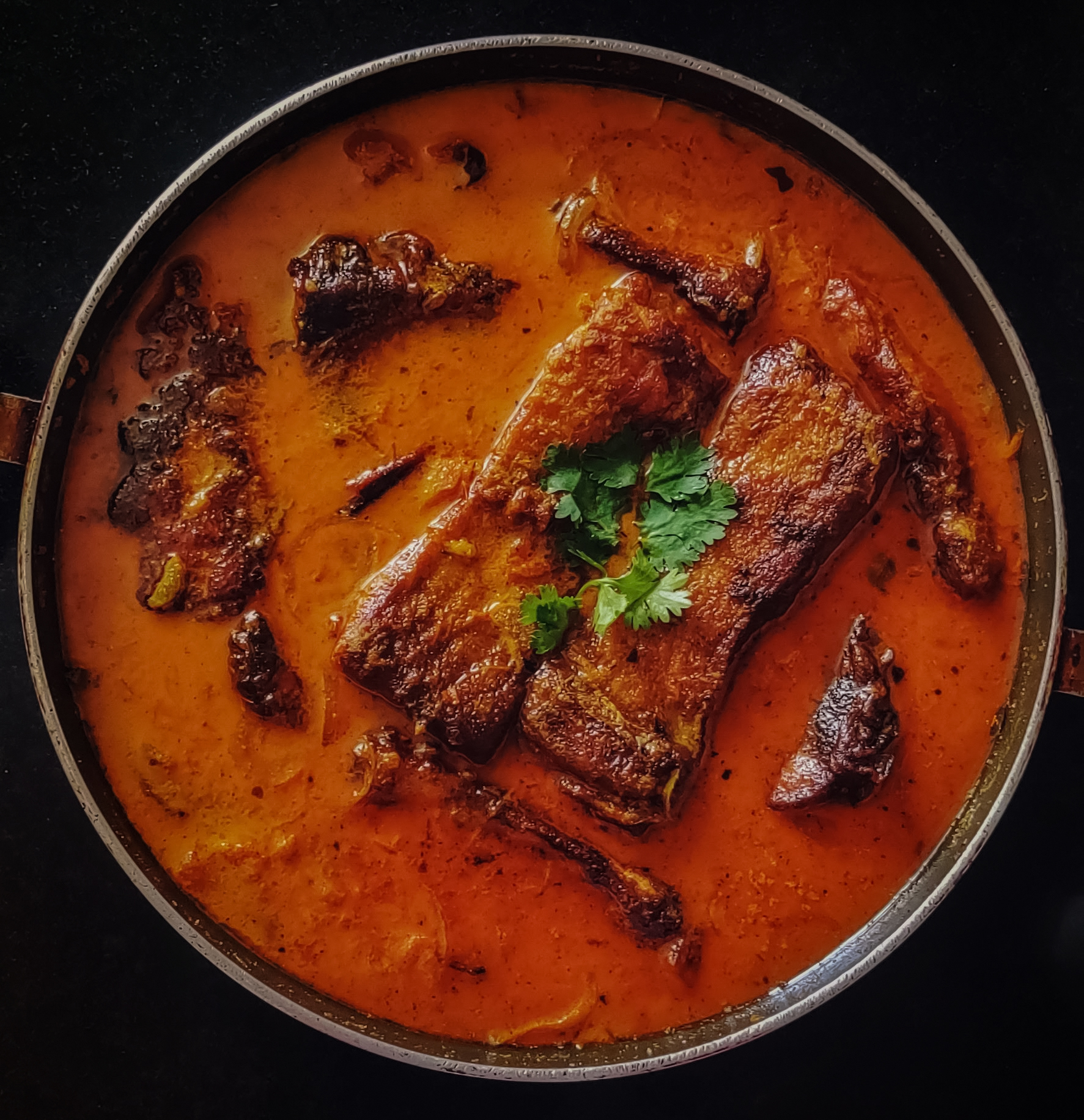
كاتلا كاليا.

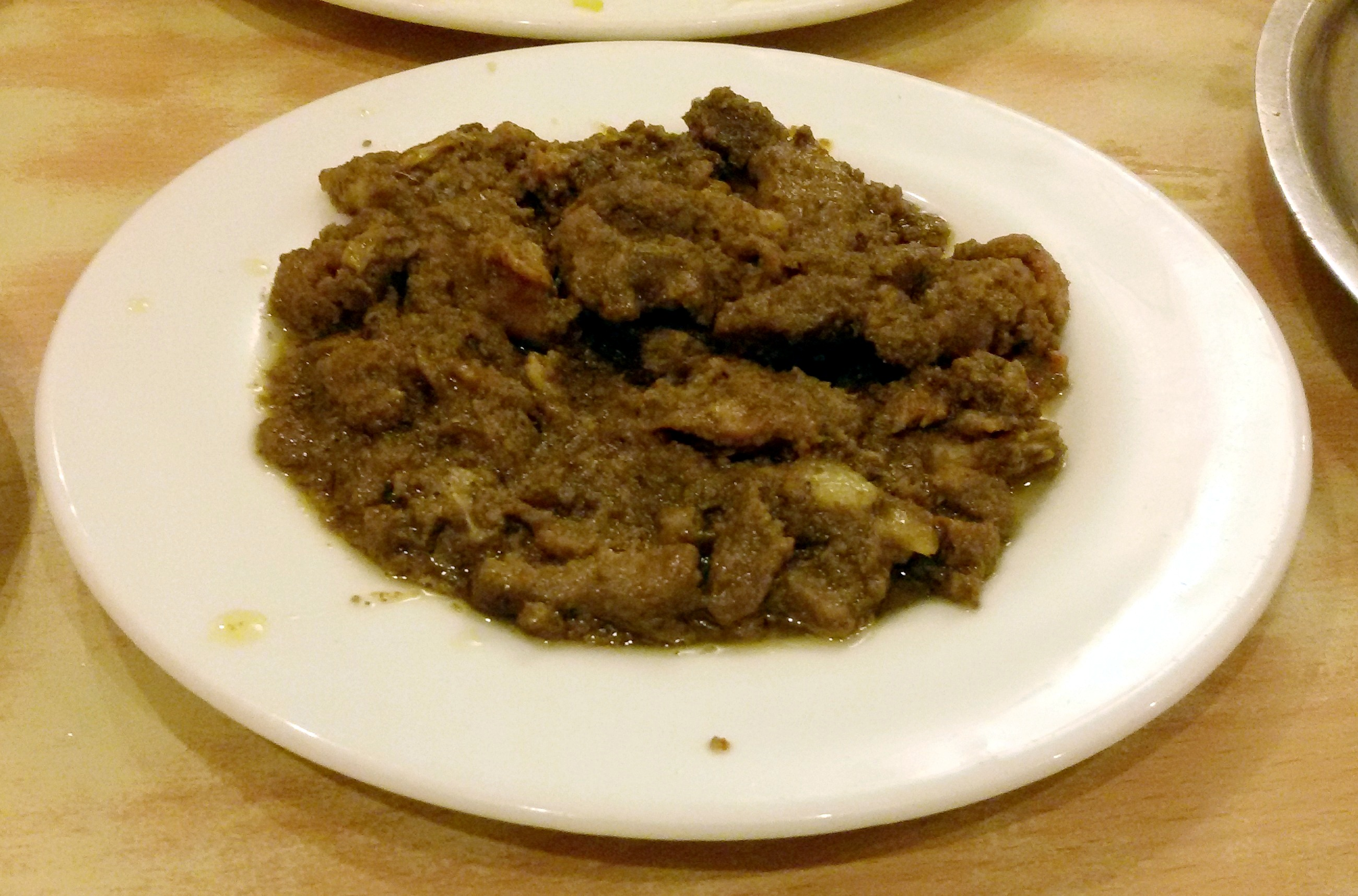
تشاب الضأن.

في بنغلاديش، أصبح هذا الطعام طعامًا شائعًا للسكان بينما في ولاية البنغال الغربية، ظلوا طعام الطهاة المحترفين. تشمل الابتكارات الأخرى الفصل (الضلوع المطبوخة ببطء على طاوة)، والرضالة (اللحم في مرق الزبادي الرقيق ومرق الهيل) ولفائف الكاثي (الكباب في لفائف).
كان لدى المغول اهتمام خاص باللحوم، حيث جلبوا لحم الضأن ولحم البقر إلى المطبخ البنغالي السائد بالإضافة إلى أنواع اللحوم المعروفة بالفعل مثل الدجاج ولحم الغزال.
كانت الحلويات التقليدية تعتمد في المقام الأول على معاجين الأرز والجاغري، ولكن تحت تأثير المغول تحركت نحو زيادة استخدام الحليب والقشدة والسكر إلى جانب التوابل باهظة الثمن مثل الهال والزعفران.

### تأثير الأرامل
في التقاليد الهندوسية، لم يُسمح للأرامل بتناول الأطعمة التي لا تُصنف على أنها "مريرة"، مما يستلزم التجربة والابتكار. في حين أن معظم الطوائف البنغالية كانت تأكل اللحوم والأسماك، فقد تم حظر ذلك على الأرامل. كما لا يمكن للأرامل استخدام الأطعمة "المسخنة" مثل الكراث والثوم، لكن الزنجبيل مسموح به. وجد هذا النمط مكانًا أساسيًا في الكاري البنغالي بشكل عام، نباتي وغير نباتي. تم استخدام التوابل باهظة الثمن مثل الزعفران أو القرفة أو القرنفل باعتدال - هذا إذا استخدمت أصلاً. كانت المكسرات والفواكه الجافة والحليب ومنتجات الألبان (مثل الكريمة أو السمن أو اللبن الرائب ) نادرة بالمثل. أثرت هذه القيود الاقتصادية والاجتماعية على الأرامل البنغاليات في إنشاء مجموعة جديدة تمامًا من الوجبات التي تستخدم فقط الخضروات والتوابل الرخيصة.